# Francisco Caamaño Domínguez
Francisco Manuel Caamaño Domínguez (ur. 8 stycznia 1963 w Cee) – hiszpański polityk, prawnik i nauczyciel akademicki, parlamentarzysta, w latach 2009–2011 minister sprawiedliwości.

## Życiorys
Ukończył w 1986 prawo na Universidad de Santiago de Compostela, na tej samej uczelni doktoryzował się w 1990. W 1986 został członkiem adwokatury w A Coruña, w 1990 został wykładowcą prawa konstytucyjnego na macierzystej uczelni. W 1993 objął stanowisko profesora na tym uniwersytecie, uzyskał też status radcy w Trybunale Konstytucyjnym. W 2002 został profesorem prawa konstytucyjnego na Universidad de Valencia. W latach 2001–2004 był dyrektorem fundacji Fundación Democracia y Gobierno Local, pełnił też funkcję współredaktora naczelnego periodyku „Cuadernos de Derecho Local”.
Od kwietnia 2004 do kwietnia 2008 zajmował stanowisko sekretarza stanu do spraw kontaktów z parlamentem, następnie powołany na sekretarza stanu do spraw konstytucyjnych i kontaktów z parlamentem. W lutym 2009 objął urząd ministra sprawiedliwości w drugim rządzie José Luisa Zapatero, który sprawował do grudnia 2011.
W tym samym roku uzyskał mandat posła do Kongresu Deputowanych z ramienia Hiszpańskiej Socjalistycznej Partii Robotniczej (PSOE). Od 2012 był sekretarzem socjalistów w prowincji A Coruña i deputowanym do regionalnego parlamentu Galicji. Zrezygnował z mandatu i aktywności partyjnej w 2015, powracając do pracy naukowej.
Odznaczony Krzyżem Wielkim Orderu Karola III (2011).